# 和泉市の地名
和泉市の地名（いずみしのちめい）では、大阪府和泉市における町名を中心に、本市成立以来の地名の変遷について記述する。

## 現行行政町名
まず市内の現行の町名を五十音順に列挙する。

### あ行
- 青葉台1 - 3丁目
- 芦部町
- あゆみ野1 - 4丁目
- 池上町
- 池上町1 - 4丁目
- 池田下町
- 一条院町
- 井ノ口町
- いぶき野1 - 5丁目
- 今福町1 - 2丁目
- 上代町
- 内田町1 - 4丁目
- 浦田町
- 王子町
- 王子町1 - 3丁目
- 大野町
- 岡町
- 小田町
- 小田町1 - 3丁目
- 尾井町
- 尾井町1 - 2丁目
- 小野田町
- 小野町

### か行
- 鍛治屋町
- 上町
- 唐国町1 - 4丁目
- 観音寺町
- 北田中町
- 九鬼町
- 葛の葉町
- 葛の葉町1 - 3丁目
- 黒石町
- 黒鳥町
- 黒鳥町1 - 4丁目
- 桑原町
- 光明台1 - 3丁目
- 国分町

### さ行
- 幸1 - 3丁目
- 阪本町
- 山荘町
- 山荘町1 - 3丁目
- 下宮町
- 善正町

### た行
- 太町
- 父鬼町
- 坪井町
- 鶴山台1 - 4丁目
- テクノステージ1 - 3丁目
- 寺門町
- 寺門町1 - 2丁目
- 寺田町1 - 3丁目
- 富秋町1 - 3丁目

### な行
- 南面利町
- 納花町
- のぞみ野1 - 3丁目

### は行
- 伯太町
- 伯太町1 - 6丁目
- はつが野1 - 6丁目
- 春木川町
- 春木町
- 繁和町
- 東阪本町
- 肥子町1 - 2丁目
- 久井町
- 平井町
- 福瀬町
- 伏屋町
- 伏屋町1 - 5丁目
- 府中町
- 府中町1 - 8丁目
- 仏並町

### ま行
- 舞町
- 槇尾山町
- 松尾寺町
- まなび野
- 万町
- 箕形町1 - 6丁目
- みずき台1 - 2丁目
- 緑ケ丘1 - 3丁目
- 三林町
- 室堂町

### や行
- 弥生町1 - 4丁目

### わ行
- 若樫町
- 和気町1 - 4丁目
- 和田町

## 町字名の変遷
和泉市は1956年（昭和31年）、和泉町、北池田村、南池田村、北松尾村、南松尾村、横山村、南横山村が合併することにより成立。

### 成立当初の町字名
旧和泉町
- 府中町（府中より）
- 井ノ口町（井ノ口より）
- 肥子町（肥子より、1966年廃止）
- 和気町（和気より、1990年代頃廃止）
- 小田町（小田より）
- 芦部町（今在家より）
- 観音寺町（観音寺より）
- 桑原町（桑原より）
- 一条院町（一条院より）
- 阪本町（阪本より）
- 寺門町（寺門より）
- 今福町（今福より、1980年代頃廃止）
- 伯太町（伯太より）
- 池上町（池上より）
- 黒鳥町（黒鳥より）

旧北池田村
- 池田下町（池田下より）
- 東阪本町（阪本より）
- 伏屋町（伏屋より）
- 室堂町（室堂より）

旧南池田村
- 納花町（納花より）
- 万町（万町より）
- 和田町（和田より）
- 三林町（三林より）
- 浦田町（浦田より）
- 鍛治屋町（鍛治屋より）
- 平井町（平井より）
- 国分町（国分より）
- 黒石町（黒石より）

旧北松尾村
- 唐国町（唐国より、2000年代頃廃止）
- 寺田町（寺田より、2010年代頃廃止）
- 箕形町（箕形より、2000年廃止）
- 内田町（内田より、2000年代頃廃止）

旧南松尾村
- 久井町（久井より）
- 春木町（春木より）
- 松尾寺町（松尾寺より）
- 若樫町（若樫より）
- 春木川町（春木川より）

旧横山村
- 小野田町（小野田より）
- 下宮町（下宮より）
- 北田中町（北田中より）
- 坪井町（坪井より）
- 仏並町（仏並より）
- 福瀬町（福瀬より）
- 岡町（岡より）
- 九鬼町（九鬼より）
- 槙尾山町（槙尾山より）
- 善正町（善正より）
- 南面利町（南面利より）

旧南横山村
- 父鬼町（父鬼より）
- 大野町（大野より）

### 町字の設置
1960年（昭和35年）
泉北郡八坂町・信太村を編入
旧八坂町
町制時代は大字を編成せず
- 八坂町（旧八坂町より、同年廃止）
  - 旭町（和泉市八坂町の一部より、2001年廃止）
  - 幸町（和泉市八坂町の一部より、1995年廃止）
  - 山手町（和泉市八坂町の一部より、2000年代頃廃止）

旧信太村
- 太町（太より）
- 葛の葉町（中の一部より）
- 上町（上より）
- 舞町（舞より）
- 上代町（上代より）
- 王子町（王子より）
- 尾井町（尾井の一部より）
- 富秋町（富秋と尾井・中・尾井千原・森の各一部より、2000年代頃廃止）
- 小野町（小野より）

1966年（昭和41年）
- 肥子町1 - 2丁目（肥子町と府中町・井ノ口町の各一部より）
- 府中町1 - 8丁目（府中町・黒鳥町の各一部より）

1967年（昭和42年）
- 池上町1丁目(池上町・伯太町の各一部より、2007年から1 - 4丁目)
- 伯太町1 - 6丁目（池上町・府中町・伯太町・黒鳥町の各一部より）

1971年（昭和46年）
- 鶴山台1 - 4丁目（尾井町・葛の葉町・小野町・太町・上町・王子町の各一部より）[4]
- 繁和町（和気町の一部より）

1972年（昭和47年）
- 青葉台（鍛冶屋町・松尾寺町・浦田町の各一部より、1990年代頃廃止）[5]
- 緑ケ丘（内田町・浦田町・松尾寺町・万町の各一部より、2004年廃止）[6]

1975年（昭和50年）
- 光明台1 - 3丁目（三林町・和田町・室堂町の各一部より）[7]

1977年（昭和52年）
- 山荘町（黒鳥町・東阪本町・尾井町の各一部より）[8]

1979年（昭和54年）
- 弥生町1 - 3丁目（観音寺町・寺門町・寺田町・箕形町の各一部より、2009年から1 - 4丁目）[9]

1988年（昭和63年）
- 今福町1 - 2丁目（今福町・和気町・観音寺町・寺門町・小田町の各一部より）[10]

1989年（昭和64年 / 平成元年）
- 和気町1 - 4丁目（和気町・小田町の各一部より）[11]

1991年（平成3年）
- 寺門町1 - 2丁目[12]
- いぶき野1・3丁目（箕形町・池田下町・万町・室堂町の各一部より、1994年から1 - 5丁目）[13]

1993年（平成5年）
- まなび野（唐国町・万町・内田町・松尾寺町・浦田町・緑ケ丘の各一部より）[14]

1995年（平成7年）
- 幸1 - 3丁目（幸町と旭町・山手町・尾井町・王子町・伯太町・池上町の各一部より）[15]
- あゆみ野1 - 4丁目（唐国町・内田町・春木町の各一部より）[16]

1996年（平成8年）
- 伏屋町1 - 5丁目（伏屋町・池田下町・尾井町・小野町・阪本町・上代町の各一部より）[17]
- 緑ケ丘1 - 3丁目（緑ケ丘・松尾寺町・内田町・浦田町の区域を変更し新設）[18]

1997年（平成9年）
- のぞみ野1 - 3丁目（万町・浦田町・松尾寺町・唐国町の区域を変更し新設）[19]
- 黒鳥町1 - 4丁目（黒鳥町・府中町・一条院町・伯太町の各一部より）[20]
- はつが野1 - 2丁目（浦田町・万町・緑ケ丘・松尾寺町・鍛冶屋町・青葉台の各一部より、のち1 - 6丁目）[21]

1998年（平成10年）
- みずき台1 - 2丁目（三林町の一部より）[22]
- 青葉台1 - 3丁目（青葉台・松尾寺町・鍛治屋町・浦田町の各一部より）[23]

1999年（平成11年）
- テクノステージ1 - 3丁目（春木町・久井町の各一部より）[24]

2000年（平成12年）
- 寺田町1 - 3丁目（寺田町の一部より）[25]
- 箕形町1 - 6丁目（箕形町の一部より）[26]

2001年（平成13年）
- 王子町1 - 3丁目[27]
- 唐国町1 - 4丁目（唐国町・万町・内田町の各一部より）[28]

2002年（平成14年）
- 内田町1 - 4丁目（内田町・唐国町・松尾寺町・緑ケ丘2丁目・春木町の各一部より）[29]

2004年（平成16年）
- 尾井町1 - 2丁目（尾井町・太町・上町・葛の葉町・王子町の各一部より）[30]

2005年（平成17年）
- 小田町1 - 3丁目

2009年（平成21年）
- 富秋町1 - 3丁目

2010年（平成22年）
- 葛の葉町1 - 3丁目

2021年（令和3年）
- 山荘町1 - 3丁目（山荘町・黒鳥町・東阪本町の各一部より）

### 辞書・辞典
- 角川日本地名大辞典編纂委員会 編『角川日本地名大辞典 27 大阪府』角川書店、1983年10月。ISBN 4-04-001270-4。

### 公報
- 大阪府公報

  - 「大阪府公報 昭和46年1月29日 第6497号」『大阪府告示100号』大阪府、1971年1月29日。2025年4月10日閲覧。
  - 「大阪府公報 昭和47年3月29日 第6675号」『大阪府告示391号・392号』大阪府、1972年3月29日。2025年4月10日閲覧。
  - 「大阪府公報 昭和50年1月22日 第7105号」『大阪府告示97号』大阪府、1975年1月22日。2025年4月10日閲覧。
  - 「大阪府公報 昭和52年10月7日 第7521号」『大阪府告示1376号』大阪府、1977年10月7日。2025年4月10日閲覧。
  - 「大阪府公報 昭和54年4月6日 第7747号」『大阪府告示524号』大阪府、1979年4月6日。2025年4月10日閲覧。
  - 「大阪府公報 昭和63年4月8日 第9122号」『大阪府告示532号』大阪府、1988年4月8日。2025年4月10日閲覧。
  - 「大阪府公報 平成元年10月27日 第125号」『大阪府告示1374号』大阪府、1989年10月27日。2025年4月10日閲覧。
  - 「大阪府公報 平成3年1月23日 第310号」『大阪府告示92号』大阪府、1991年1月23日。2025年4月10日閲覧。
  - 「大阪府公報 平成3年10月23日 第426号」『大阪府告示1260号』大阪府、1991年10月23日。2025年4月10日閲覧。
  - 「大阪府公報 平成5年10月22日 第729号」『大阪府告示1443号』大阪府、1993年10月22日。2025年4月10日閲覧。
  - 「大阪府公報 平成6年11月30日 第894号」『大阪府告示1808号』大阪府、1994年11月30日。2025年4月10日閲覧。
  - 「大阪府公報 平成7年12月1日 第1042号」『大阪府告示1818号』大阪府、1995年12月1日。2025年4月10日閲覧。
  - 「大阪府公報 平成8年4月5日 第1092号」『大阪府告示679号・680号』大阪府、1996年4月5日。2025年4月10日閲覧。
  - 「大阪府公報 平成9年1月20日 第1211号」『大阪府告示70号』大阪府、1997年1月20日。2025年4月10日閲覧。
  - 「大阪府公報 平成9年10月15日 第1325号」『大阪府告示1553号・1554号・1555号』大阪府、1997年10月15日。2025年4月10日閲覧。
  - 「大阪府公報 平成10年7月24日 第1441号」『大阪府告示1258号』大阪府、1998年7月24日。2025年4月10日閲覧。
  - 「大阪府公報 平成11年8月6日 第1579号」『大阪府告示1376号』大阪府、1999年8月6日。2025年4月10日閲覧。
  - 「大阪府公報 平成12年1月14日 第1623号」『大阪府告示44号』大阪府、2000年1月14日。2025年4月10日閲覧。
  - 「大阪府公報 平成12年11月17日 第1707号」『大阪府告示1958号』大阪府、2000年11月17日。2025年4月10日閲覧。
  - 「大阪府公報 平成13年10月26日 第1800号」『大阪府告示1771号・1773号』大阪府、2001年10月26日。2025年4月10日閲覧。
  - 「大阪府公報 平成14年10月29日 第1901号」『大阪府告示1858号』大阪府、2002年10月29日。2025年4月10日閲覧。
  - 「大阪府公報 平成16年8月13日 第2081号」『大阪府告示1588号』大阪府、2004年8月13日。2025年4月10日閲覧。

### 広報誌
- 和泉市広報誌

  - 『広報いずみ（2006年08月号）』 87巻（八坂町・信太村との合併）。2025年4月10日閲覧。
  - 『広報いずみ（2011年08月号）』 632巻（市史だより - 和泉市の誕生 -）。2025年4月10日閲覧。